# Inri Cristo
Inri Cristo Thais (nascido Álvaro Thais, Indaial, 22 de março de 1948), mais conhecido como Inri Cristo, é um místico brasileiro que alega ser a reencarnação de Jesus. Nascido em Santa Catarina, mudou-se para Curitiba nos anos 1960, onde ficou famoso como o astrólogo "Iuri de Nostradamus", chegando a participar de uma campanha publicitária de grande circulação.
Nos início dos anos 1980, assumiu a identidade de "Inri Cristo" e participou regularmente de debates com figuras religiosas em programas humorísticos de televisão nos anos 1990 e 2000, principalmente com o padre Óscar González-Quevedo (que Álvaro afirma ter sido a reencarnação do inquisidor espanhol Tomás de Torquemada). Ele também já fez declarações controversas sobre evolucionismo e vegetarianismo.

## Juventude
Álvaro Thais nasceu no município de Indaial, interior do estado de Santa Catarina, em 22 de março de 1948 sendo filho de Wilhelm e Magdalena Thais. Seu sobrenome Thais é fruto de um erro de grafia do original em alemão "Theiss". Várias fontes afirmam que o nome de nascença de Inri Cristo é Iuri Thais Kniss. Antes dos 18 anos de idade casou-se com uma nikkei e teve dois filhos: Kissao e Dailla. Posteriormente separou-se e migrou para Curitiba no final dos anos 1960.

## Carreira

### Iuri de Nostradamus
Após mudar-se para Curitiba tornou-se astrólogo, sob a alcunha de "Iuri de Nostradamus", passando a escrever colunas de astrologia para um jornal da capital paranaense e apresentando o programa "O Zodíaco e Você" na TV Paraná, angariando grande prestígio junto à alta-sociedade curitibana. Ao longo da década de 1970 ficou famoso por realizar previsões que não se realizaram.
Em 1978 entrou em uma polêmica com o cantor e compositor Carlos Lyra por conta da astrologia sideral, propagada por Lyra. Lyra foi desafiado por Iuri, tendo respondido que não aceitaria desafios de astrólogos por considerá-los charlatões.
Ainda naquele ano foi espancado em Ponta Grossa por dez homens por ordem do dono de um motel da cidade, desconfiado de que Iuri mantivesse um caso com sua esposa. Após esse incidente, tornou-se cada vez mais recluso até desaparecer de Curitiba em 1980 e reaparecer alguns anos depois em Belém do Pará como "Inri Cristo" ou "Cristo de Indaial".

### Inri Cristo

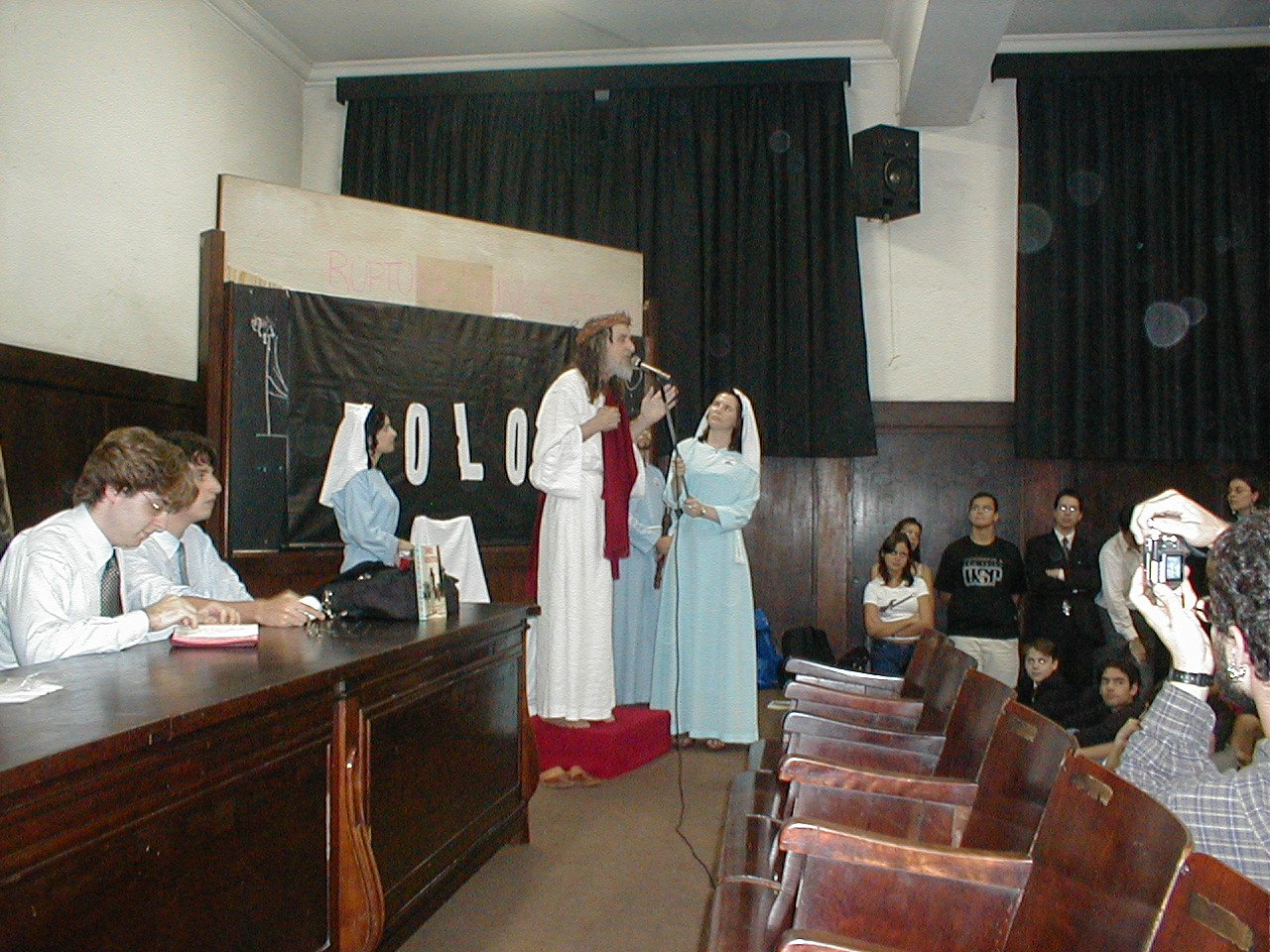
Inri Cristo na Universidade de São Paulo em 2004

Em 1979, afirmou ter tido a revelação de sua verdadeira identidade após ter feito jejum durante alguns dias em Santiago, no Chile. Em seguida à suposta revelação, passou a pregar sua doutrina, tendo percorrido vários países da América Latina e Europa. Foi expulso da Inglaterra, dos Estados Unidos, Paraguai e Venezuela e França por portar documentos adulterados (onde seu nome aparecia como "Inri Cristo"). Seu nome vem do acrónimo em latim INRI (Iēsus Nazarēnus, Rēx Iūdaeōrum, cuja tradução é «Jesus Nazareno Rei dos Judeus»).

#### Nome
Em 1982 foi denunciado por utilizar documentos falsificados (uma carteira de identidade obtida junto ao Instituto de Identificação Félix Pacheco no Rio de Janeiro, um Certificado de dispensa de incorporação do Exército Brasileiro e um passaporte onde seu nome aparecia como "Inri Cristo" de filiação desconhecida).
A situação perdurou até o final da década de 1990 quando Álvaro Thais conseguiu modificar seu nome para Álvaro Inri Cristo Thais e manter seus dados corretos de filiação. Em 24 de outubro de 2000, o Tribunal de Justiça do Estado do Paraná expediu um acórdão determinando que o prenome Inri Cristo fosse incluído em todos os seus documentos. Em 21 de março de 2024, seu nome foi novamente alterado, graças à nova lei brasileira que permite alteração do nome diretamente em cartório.

#### SOUST

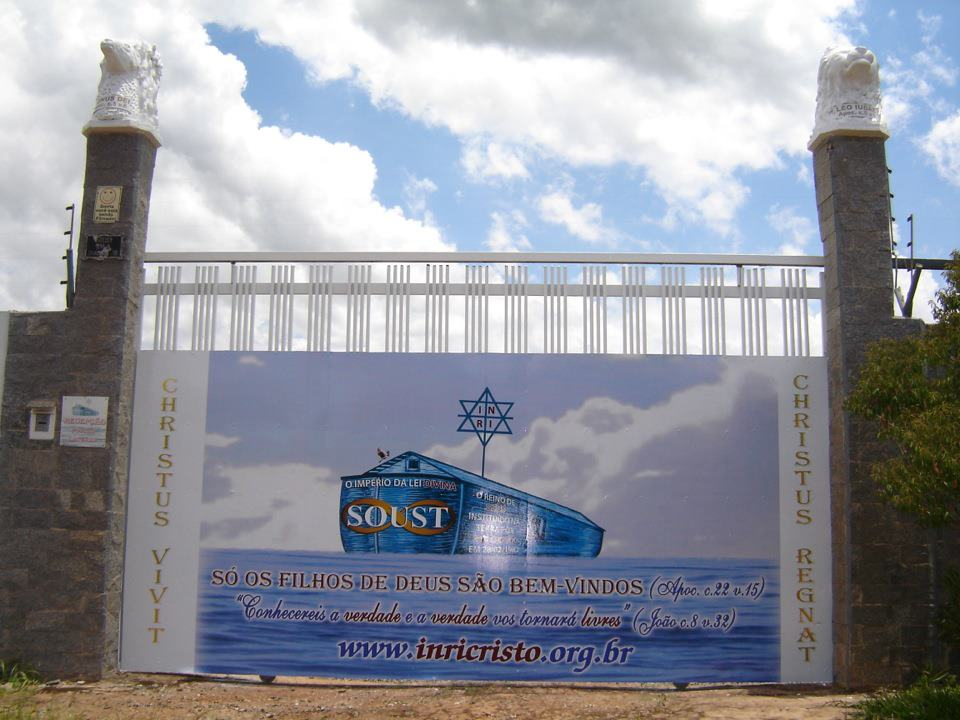
Escola Mística Filosófica da Suprema Ordem Universal da Santíssima Trindade (SOUST)

Ao voltar para o Brasil fundou a instituição Suprema Ordem Universal da Santíssima Trindade (SOUST) em 28 de fevereiro de 1982 após ter invadido a Catedral Metropolitana de Belém, agredido o vigário e quebrado imagens. Ao ser preso pela polícia militar, alegou que estava praticando o "ato libertário". Após passar quinze dias no Presídio São José Liberto, Inri foi liberado e voltou para Curitiba.
A SOUST estava provisoriamente situada em Curitiba, onde Inri Cristo se tornou conhecido por circular pela Boca Maldita sob uma liteira conduzida por seus seguidores. Com o tempo, passou a angariar alguns seguidores para a SOUST, não mais do que cem. Após aparecer em programas de Luiz Carlos Alborghetti, acusações de coação, lavagem cerebral e extorsão de seus membros surgiram na imprensa. A sede da SOUST passou a ser atacada e em 2006 foi transferida de Curitiba para Brasília, onde é cercada por muros altos, arame farpado, com cães guardando seu interior e membros armados com revólveres fazendo papel de vigias.